# 克罗地亚皇家国民警卫队

羅埃西亞皇家國民警衛隊徽章

克罗地亚皇家国民警卫队（克罗地亚语：Kraljevsko hrvatsko domobranstvo）是匈牙利皇家軍隊下轄的一支克羅埃西亞-斯拉沃尼亞王國部队。1868年克羅地亞匈牙利妥協協議签订后，克羅埃西亞國會于1868年12月5日颁布法令，宣佈組建克罗地亚皇家国民警卫队。1914年8月，該部隊参加了塞尔维亚战役。1918年末，該部隊參與占领梅吉穆列。同年該部隊解散。